# رود كوول
رود كوول (بالهولندية: Ruud Kool)‏ هو لاعب كرة قدم هولندي، ولد في 1 نوفمبر 1966 في Abbekerk ‏ في هولندا. لعب مع إي زد ألكمار.

## وصلات خارجية
- رود كوول على موقع قاعدة بيانات كرة القدم.إي يو (الإنجليزية)
- رود كوول على موقع عالم كرة القدم.نت (الإنجليزية)